# Gustav-Adolf-Kirche (Kerkwitz)

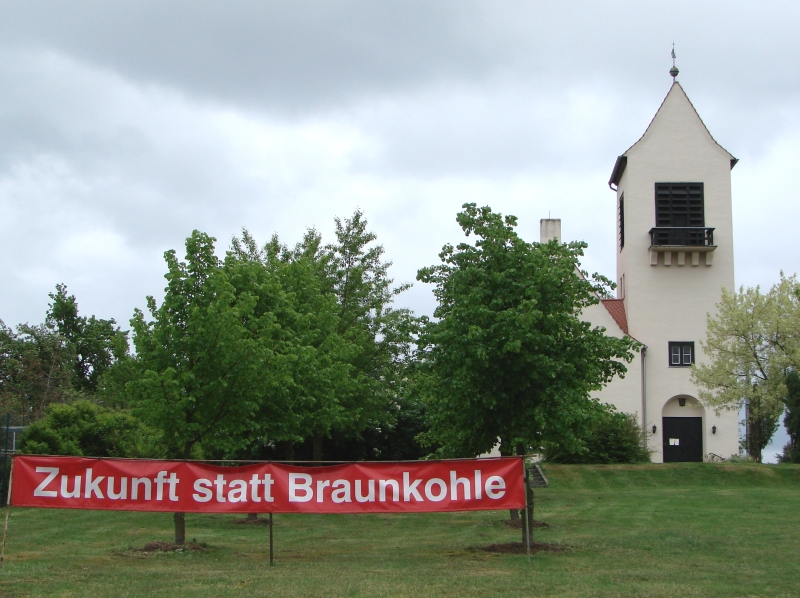
Gustav-Adolf-Kirche Kerkwitz (2012)

Die Gustav-Adolf-Kirche ist das Kirchengebäude im Ortsteil Kerkwitz der Gemeinde Schenkendöbern im Landkreis Spree-Neiße in Brandenburg. Es gehört der Kirchengemeinde Region Guben im Kirchenkreis Cottbus der Evangelischen Kirche Berlin-Brandenburg-schlesische Oberlausitz. Das Kirchengebäude steht unter Denkmalschutz.

## Geschichte
Das Dorf Kerkwitz gehörte früher zur Kirchengemeinde der rund viereinhalb Kilometer östlich auf der anderen Seite der Lausitzer Neiße gelegenen Ortschaft Schenkendorf. Durch die Festlegung der Oder-Neiße-Grenze als Ergebnis des Zweiten Weltkrieges war der Besuch des Dorfes für Gottesdienste nicht mehr möglich, zudem war die Einwohnerzahl der umliegenden Dörfer durch Heimatvertriebene stark angestiegen. In der Region wurde daraufhin eine neue Kirchengemeinde gegründet, zu der neben Kerkwitz noch die Ortschaften Albertinenaue, Groß Gastrose, Klein Gastrose, Schlagsdorf und Taubendorf gehörten. Für den Bau der Kirche wurde ein Grundstück in Kerkwitz erworben, die Kosten wurden durch Spendengelder und das Gustav-Adolf-Werk finanziert.
Das Kirchengebäude entstand nach Plänen des Cottbuser Architekten Max Hanke. Die Grundsteinlegung erfolgte im Juli 1951, nach rund einjähriger Bauzeit konnte das Gebäude im Juni 1952 eingeweiht werden. Im Jahr 2007 wurde die Kirche umfassend restauriert, zu dieser Zeit erfolgte auch ein kleiner Toilettenanbau hinter der Sakristei. Da das Dorf Kerkwitz zeitweise für die Devastierung durch den Braunkohletagebau Jänschwalde vorgesehen war, drohte im Zuge dessen auch der Abriss der Dorfkirche. Im März 2017 verzichtete der Tagebaubetreiber LEAG auf eine Erweiterung des Tagebaus, die Kirche bleibt somit erhalten.

## Architektur
Die Gustav-Adolf-Kirche in Kerkwitz ist ein in Nord-Süd-Richtung ausgerichteter Putzbau aus Ziegelmauerwerk mit einem rechteckigen Kirchenschiff und einem gerade abgeschlossenen Altarraum. An der nordwestlichen Gebäudeecke steht ein Turm mit Satteldach. Dieser hat rechteckige Schallöffnungen auf allen Seiten und an zwei Seiten Balkone auf geschwundenen Steinkonsolen, an der Vorderseite liegt rundbogiges, zweiflügeliges Eingangsportal. An der südöstlichen und der nordöstlichen Ecke befinden sich weitere Anbauten, unter anderem die Sakristei. Die Fenster sind mit Blockzargen eingefasst, an den Längsseiten befinden sich jeweils vier große Rechteckfenster und mehrere kleinere Fenster der Nebenräume. Der südöstliche Giebel hat keine Fenster und in der Mitte ein großes, auf Konsolen stehendes Steinkreuz. Auf dem Turmdach stehen eine Turmkugel, ein Wetterhahn und ein Kreuz mit der Jahreszahl 1952. Der Vorraum unter der Empore wird als Winterkirche genutzt.
Der Innenraum ist von der kunsthandwerklich gestalteten Tragkonstruktion aus Holzbindern geprägt, die Mauerwerkswände sind verputzt und geweißt. Die Deckenkonstruktion aus Querverstrebungen ist mit Holzlatten verschalt. Zwischen der Wand und der Decke sind die Binder gelenkig verbunden und mit Knaggen verstärkt. Der Altarraum ist zum Kirchenschiff um zwei Stufen erhöht und mit einem spitzbogigen Durchgang versehen. Der Boden ist mit Keramikplatten belegt. Im nördlichen Bereich steht eine Holzempore mit bemalten Brüstungsfeldern, auf denen biblische Szenen dargestellt sind.

## Ausstattung
Die Ausstattung der Gustav-Adolf-Kirche stammt aus der Bauzeit. Der Altar besteht aus Kunststeinplatten, der Aufsatz enthält ein Triptychon mit einer Darstellung des gekreuzigten Jesu auf dem Berg Golgota. Bekrönt wird der Aufsatz mit einer Strahlensonne. Die Kanzel hat einen polygonalen Korb aus Kunststein. Der Schalldeckel aus Holz hat einen profilierten Rand mit metallenen Blütenknospen. Das Taufbecken ist ein sich nach oben verbreiternder Zylinder.
Die Orgel der Kerkwitzer Kirche wurde im Jahr 1872 von Johann Friedrich Ladegast dem Jüngeren aus Fürstenberg (Oder) für die Dorfkirche Göhlen gebaut und dort am 28. April 1872 eingeweiht. Im Jahr 1980 wurde das Instrument nach Kerkwitz transloziert. Die mechanische Orgel hat sechs Register auf zwei Manualen und dem Pedal.
Eine der Glocken der Kirche wurde im 16. Jahrhundert gegossen. Die genaue Herkunft dieser Glocke ist nicht bekannt; sie wurde vermutlich im Zweiten Weltkrieg aus einer anderen Kirche beschlagnahmt, sollte zur Kriegswaffenproduktion eingeschmolzen werden und gelangte im Jahr 1952 über den sogenannten „Glockenfriedhof“ am Hamburger Freihafen nach Kerkwitz. Die beiden anderen Glocken wurden 1952 bei der Gießerei „Schilling & Lattermann“ in Apolda gegossen.